# ジョグジャカルタ特別州
ジョグジャカルタ特別州（ジョグジャカルタとくべつしゅう、インドネシア語: Daerah Istimewa Yogyakarta）は、インドネシア共和国のジャワ島中部南岸に位置する州。州都はジョグジャカルタ市。
現代のインドネシア語では/joɡjakarta/（ヨグヤカルタ）と発音される。古い綴りでは Jogjakarta であるため、他の言語ではジョクジャカルタと発音されることが多く、ジョグジャとも略される。名は「平和の町」という意味で、名称に関しては『ラーマーヤナ』物語のラーマ王子の国、アヨーディヤーにあやかって付けたといわれる（タイのアユタヤと由来が同じ）。

## 概要
南はインド洋に面し、陸は中部ジャワ州に囲まれている。活火山であるメラピ山の保水能力と肥沃な土壌により、ジャワ島でも屈指の農業に適した地域である。
ジョグジャカルタ特別州は第1級地方自治体であり、他の州と同等な特別行政地域である。ジョグジャ市のほか、農村部のスレマン県、 バントゥル県、 クロンプロゴ県、 グヌンキドゥル県に分かれる。ジョグジャカルタの都市部の人口は約60万人。
ハイヤットホテルやシェラトンホテルなど外国資本の有名ホテルが立ち並ぶような観光都市と、ガジャマダ大学を中心とし多くの私立大学を有する教育学研都市がジョグジャカルタの表の顔であるが、インドネシアで最も低額の最低労働賃金が設定されている。アジア屈指の人口密度と貧困率の高さから、他島や都市部への移住者や、国内外への出稼ぎ者が非常に多い。
後述するように、共和国として独立したインドネシアでは唯一、地域王室制度が存続しており、スルタンが州知事を務める。スルタン家は保守派ムスリムによる2008年のポルノ禁止法に対して、反対活動の前面に立った。州民共々絶対的なアラブ至上主義イスラム教を文化破壊としてとらえるなど、住民は独自の文化と歴史を尊敬する穏健なイスラム教徒が大多数を占める。
京都府とは姉妹都市関係が結ばれている。

## 地理

### 地域

#### 行政区画
- ジョグジャカルタ市 (Kota Yogyakarta)
- バントゥル県 (Kabupaten Bantul)
- グヌンキドゥル県 (Kabupaten Gunung Kidul)
- クロンプロゴ県 (Kabupaten Kulon Progo)
- スレマン県 (Kabupaten Sleman)

### 主要都市
- ジョグジャカルタ市（州都）

## 歴史
中部ジャワのジョグジャカルタ地域は古来、マタラムと呼ばれ、8世紀にヒンドゥー系の古マタラム王国が勃興し、10世紀に東部ジャワのプランタス川流域に東遷した。16世紀後半、イスラム系のマタラム王国が再び勃興し強勢となったが、バタヴィアに植民したオランダ東インド会社により次第に制圧されていった。
18世紀には三次にわたるジャワ継承戦争が続き、オランダの保護下に入ったマタラム王国は1755年に分割されてジョグジャカルタ王国とスラカルタ王国が成立した。後にジョグジャカルタからは1813年にパクアラム家が、スラカルタからは1757年にマンクヌゴロ家が分かれ、旧マタラム系王家は4家となった。
初代ジョグジャカルタ国王はハメンクブウォノ1世である。20万人の死者を出したジャワ戦争で中部ジャワは荒廃し、土着支配層に依拠しこれに余禄を与える強制栽培制度が導入されて王国はオランダの下僕となり、オランダの植民地時代を通じて植民地支配を支える土着支配官吏として土侯国として存続した。その庶子のパク・アラムは領内西端に領地を得て、副王格のパクアラム侯国が成立している。
イスラム近代改革組織ムハマディアの発祥地区であり現在でもその活動組織の中心である。オランダ植民地公教育に抵抗する民族教育を目的にし多くの民族主義者を生み出したタマンシスワ発祥の地である。
インドネシア独立戦争の時期、ジョグジャカルタはオランダの支配に抵抗するインドネシア共和国の臨時首都となった。インドネシア建国後、他の土侯国はオランダに協力的でありオランダ政庁の教育機関を卒業しその官吏となるなどしたために廃止されたが、ジョグジャカルタのスルタン・ハメンクブウォノ9世は国際情勢を読んで独立に協力したため、特別行政地域としてスルタン領の存続を認められた。土侯国の存続は共和制または近代民主主義の観点からは反することであるが、誕生したばかりで非常に不安定で多くの問題を抱えていた当時のインドネシアにとって、国際社会に対して早急な内政安定の面から封建制を受け入れなければならなかったという歴史上の側面もあった。ジョグジャカルタ出身のスハルトとはスハルトが軍人時代より盟友であり、ハメンクブウォノ9世はゴルカル党の中心人物としてスハルト政権を支え、副大統領や財務相、国防相も務めた。

### 2006年の地震
2006年5月27日に、ジョグジャカルタ近郊でマグニチュード6.4（一説には6.2〜6.3）の地震が発生した。
死者5,800人以上。ほとんどがレンガ造りの家屋が倒壊したことによる圧死と思われる。
2004年12月のスマトラ島沖地震の後であり、津波発生のデマが飛び交うなどパニックとなった。一方、コミュニティが発達していたこともあり、被害状況の把握が容易だったとされる。

## 政治

### 知事とスルタン制度
知事職は、ジョグジャカルタを特別州とすることを定めた1950年の法律によりスルタンが知事を、副知事はパクアラム公が務めることが明記されている。
1988年にハメンクブウォノ9世が死去すると、息子のハメンクブウォノ10世がスルタン位を継承し、副知事のパクアラム8世が知事を務めた。
1998年、パクアラム8世の引退に伴い、インドネシア政府は特別州知事の世襲制を廃し選挙制を導入したが、州議会は前述の1950年の法律を根拠にハメンクブウォノ10世を知事に選出、2003年までの任期を副知事なしで現スルタンが就任した。2008年までの任期には議論の末、知事に現スルタン、副知事に現パクアラム公が就任した。2008年までの知事・副知事の任期後は現スルタンは州知事に着かないことを明言していたが、政府とユドヨノ大統領の直接の交渉により3年間の特別任期延長がおこなわれた。
知事制の今後については現在、他国の立憲君主制を参考にしたり文化や歴史も考慮しつつ、ガジャマダ大学の法学者や有識者も加えてさまざまな角度から審議中である。ハメンクブウォノ10世は5人の子供全てが女性で、男子がおらず、継承問題が懸念されている。ジョクジャカルタの歴代スルタン10人は全て男性で、「正室の長男を充てる」という内規がある。ハメンクブウォノ10世は毎日新聞の取材に対して、「王室制度も男女平等を定めたインドネシア憲法に従わなくてはならない」と述べるなど、王女へスルタン位を継承する意向を示しているが、異母弟が反対を表明するなど王族内には異論がある。
ハメンクブウォノ10世は州民から概ね尊崇されているが、貧困層が多いにもかかわらずスルタン家が膨大な蓄財をしていることへの批判・不満も出ている。またスルタン家は日本の皇室とも交流があり、1991年には当時天皇在位中であった明仁がジョクジャカルタを訪問した。

## 対外関係

### 姉妹自治体・提携自治体
- 京都府（日本国 近畿地方）- 1985年（昭和60年）7月16日 - 姉妹自治体提携[5]。
- カリフォルニア州（アメリカ合衆国）
- 慶尚北道（大韓民国）
- チロル州（オーストリア共和国）
- チエンマイ県（タイ王国）- 2007年

## 教育

### 大学
ジョグジャカルタ市北部にはガジャ・マダ大学を始め、インドネシア・イスラム大学（私立），国立ジョグジャカルタ大学やムハマディア大学など高等教育機関が集中する。以前から学生の町としてインドネシア国内では有名であるが、学生のほとんどが他州の出身者で占められていたため現在地域の高等教育機関の開発や経済危機以降の影響などにより4つの国立大学を除いた人口や都市の規模に合わない乱立した私立大学は定員を満たすことができなくなるなど経営の改革をせまられており、学術教育都市としての将来に影を落としつつある。
ガジャ・マダ大学は1949年に創立された国立総合大学で、18学部、学生数約4万人を有する。多くの著名人や有名人が輩出され政治経済多岐にわたる分野で活躍している。レンドラは文学部、アミエンライスは社会政治学部出身である。文学部には日本語学科がある。

## 交通

### 空路
アジスチプト国際空港は首都ジャカルタのスカルノハッタ国際空港やインドネシア各地と結ばれている。
2019年にはジョグジャカルタ国際空港が開港した。

#### 空港
- アジスチプト国際空港
- ジョグジャカルタ国際空港

### 鉄道
鉄道は1873年スマランからソロを経由した路線開通、以後、ソロ-スラバヤと結ぶ路線、ジャカルタ - ボゴール - バンドン - クロヤを経由した路線が開通。
現在もジョグジャカルタ駅はジャワ島東西南北結ぶ主要ターミナルとなっている。またジョグジャカルタ駅からソロ方面に2駅目のMaguwo駅がジョグジャカルタ国際空港の接続駅になっている。

### バス
道路網も発達していてトランス・ジョグジャのバス路線も充実している。

## 観光
ジョグジャカルタ市はインドネシアの古都として独自の文化を残す著名な観光地である。
ジョグジャカルタ王宮には今もスルタンが住み、一般に公開されている。

### 世界遺産
中部ジャワ州のボロブドゥール寺院遺跡群（市中心部から北西40キロ）、プランバナン寺院群（市中心部から東へ18キロ）の二つの世界遺産は、ジョグジャカルタ市からのアクセスが一般的である。

## 文化・名物
ガムラン音楽や影絵芝居でも有名。

### 芸能
ブランバナン寺院群の近くには野外劇場があり、ラーマヤーナバレーが行われる。

### 名産・特産

#### 伝統的産業
伝統産業としてはジャワ更紗が名高い。
周辺の農村部は米の三期作が行われる穀倉地帯である。
農民の約90パーセントは刈り取り専門を含めた小作零細農家である。五月から九月までの乾季の農閑期にはグヌンキドゥル県からのべチャ（輪タク）や物乞いなどの都市部インフォーマルセクターへの流入が社会問題として長く提起されている。

## その他
- Yogyakarta - インドネシアのポップグループクラプロジェクト (KLa Project) 中部ジャワ州マグラン出身のカトゥンが一観光客または訪問者として感じて作ったヒット曲。この曲のヒットにより、ハメンクブウォノ10世の表彰を受ける。